# Federico Lértora
Federico Eduardo Lértora (ur. 5 lipca 1990 w Mercedes) – argentyński piłkarz pochodzenia włoskiego występujący na pozycji defensywnego pomocnika, od 2023 roku zawodnik meksykańskiego Querétaro.